# Tajvani makákó
A tajvani makákó (Macaca cyclopis) a cerkóffélék családjába (Cercopithecidae), azon belül pedig a cerkófmajomformák alcsaládjába (Cercopithecinae) tartozó faj.

## Előfordulása
Tajvan szigetén honos.

## Megjelenése
A testhossza 50-60 centiméter, a súlya 5-12 kilogramm. A szőrszíne szürke.

## Életmódja
Mindenevő.

## Szaporodása
A párzási időszaka októbertől januárig tart. A vemhessége 2-3 hónapig tart.

## Rokon fajok
A legközelebbi rokonai a Macaca fajai:
- közönséges makákó vagy jávai makákó (Macaca fascicularis)
- rézuszmajom vagy bunder (Macaca mulatta)
- japán makákó (Macaca fuscata)
- parókás makákó (Macaca radiata)
- ceyloni parókás makákó (Macaca sinica)
- asszami bunder (Macaca assamensis)
- tibeti makákó (Macaca thibetana)
- arunachal makákó (Macaca munzala)
- berber makákó vagy magót (Macaca sylvanus)
- emsemakákó (Macaca nemestrina)
- oroszlánmakákó (Macaca leonina)
- mentawai-szigeteki makákó (Macaca pagensis)
- oroszlánfejű makákó (Macaca silenus)
- üstökös makákó (Macaca nigra)
- szerecsenmakákó (Macaca maura)
- barnalábú makákó (Macaca tonkeana)
- Heck-makákó (Macaca hecki)
- szürkekarú makákó (Macaca ochreata)
- medvemakákó (Macaca arctoides)